# Índrids
Els índrids (Indridae o Indriidae) són una família de primats estrepsirrins. Són lèmurs de mida mitjana-gran, amb només quatre dents en lloc de les sis habituals. Com tots els lèmurs, viuen únicament a l'illa de Madagascar.